# Wen Yiduo

Wen Yiduo

Wen Yiduo (chinesisch 聞一多 / 闻一多, Pinyin Wén Yīdūo) (* 24. November 1899; † 15. Juli 1946) war ein chinesischer Dichter und Forscher, der 1946 ermordet wurde. Er unterstützte die Literarische Gesellschaft der Tsinghua-Universität.

## Leben
Wen Yiduo wurde als Wén Jiāhuá (聞家驊) im Kreis Xishui in Hubei geboren. Er studierte zunächst an der Tsinghua-Universität in Peking und setzte dies ab 1922 mit Literatur-Studien am Art Institute of Chicago (USA) fort. 1925 kehrte er nach China zurück und übernahm einen universitären Lehrauftrag. Er veröffentlichte über Lyrik und klassische chinesische Literatur. Seine eigenen Werke integrierten westliche und östliche Stile.
Ab 1931 war Wen Yidou zunehmend sozialkritisch engagiert und schrieb keine Lyrik mehr.
1937, beim Ausbruch des Zweiten Japanisch-Chinesischen Krieges, siedelte er wie viele andere Intellektuelle nach Kunming, Yunnan, um. 1944 wurde er in der Demokratischen Liga Chinas aktiv.
1946 wurde sein Freund und Parteigenosse Li Gongpu von der regierenden Kuomintang-Partei ermordet. Nachdem Wen Yidou die Verantwortung der Partei in seiner Grabrede für Li öffentlich gemacht hatte, wurde er direkt im Anschluss ebenfalls getötet.

## Werke
- Rote Kerze (Hong Zhu 紅蠋)
- Totes Wasser (Si shui 死水)
- Das Herz, es ist ein Hunger. Bochum: Projektverlag, 1999. ISBN 3-89733-025-3

Zwölf Gedichte Wen Yiduos finden sich auch in folgender Anthologie:
- Wolfgang Kubin (Hrsg.): Nachrichten von der Hauptstadt der Sonne: Moderne chinesische Lyrik 1919-1984. Frankfurt am Main: Suhrkamp, 1985. ISBN 3-518-11322-4